# Cardellina
Cardellina é um gênero de aves da família Parulidae.

## Espécies
As seguintes espécies são reconhecidas:
- Cardellina canadensis (Linnaeus, 1766)
- Cardellina pusilla (A. Wilson, 1811)
- Cardellina rubrifrons (Giraud, 1841)
- Cardellina rubra (Swainson, 1827)
- Cardellina versicolor Salvin, 1863